# Ericus Johannis Schroderus
Ericus Johannis Schroderus, född omkring 1609 i Uppsala, död 14 januari 1639 i Stockholm, var en svensk översättare och lexikograf.
Ericus Johannis Schroderus var son till borgaren Johannes Andreae. Han skrevs in vid Uppsala universitet den 2 november 1635, han disputerade pro grau den 17 oktober 1635 och blev magister 27 eller 29 oktober 1635, allt vid Uppsala universitet. Han var kunglig stipendiat åtminstone 1632-1637 och vistades i Uleåborg på kungligt uppdrag 1636. Schroderus var informator hos kyrkoherden Petrus Erici Roslagius i Stockholm. Han var ogift.
Schroderus födelseår är okänt, men bör vara tidigare än 1609, enligt Hesselman 1929, s XIII och XVI och följande. Brodern Abrahamus Johannes föddes nämligen detta år, enligt uppgift i begravningsinbjudan 1647. Brodern blev sedermera skolrektor i Uppsala och skrevs in vid Uppsala universitet 1637 och därför var han sannolikt yngre. I universitetsmatrikeln anges båda bröderna som Upsalaiensis. Ericus Johannis Schroderus studerade bland annat medicin, anatomi och geometri. Han var respondent på medicinska avhandlingar 1629 och 1634. Som kunglig stipendiat och medicine studerande höll han den 11 mars 1632 på uppdrag av stipendieinspektorerna ett offentligt lovtal över sin hembygd Uppland: Oratio de Uplandiarum laudibus. Följande år trycktes det. Sin gradualavhandling, Disputatio psychologica de sensibus internis, försvarade han i oktober 1635 med Johannes Laurentii Stalenus som praeses.